# El Zapote, Santa María Tonameca
El Zapote är en ort i Mexiko.   Den ligger i kommunen Santa María Tonameca och delstaten Oaxaca, i den sydöstra delen av landet, 500 km sydost om huvudstaden Mexico City. El Zapote ligger 125 meter över havet och antalet invånare är 247.
Terrängen runt El Zapote är platt åt sydost, men åt nordväst är den kuperad. Terrängen runt El Zapote sluttar söderut. Runt El Zapote är det ganska glesbefolkat, med 45 invånare per kvadratkilometer. Närmaste större samhälle är San Juanito o la Botija, 1,9 km sydväst om El Zapote. Omgivningarna runt El Zapote är en mosaik av jordbruksmark och naturlig växtlighet.